# سرنجة (درة صيدي)
سرنجة (بالفارسية: سرنجه) هي مستوطنة تقع في إيران في قسم درة صیدي الريفي. يقدر عدد سكانها بـ 363 نسمة .